# Болезнь Огучи
 Болезнь Огучи  , которая также называется  врожденной ночной слепотой , является аутосомно-рецессивной формой врождённой ночной слепоты, связанной с обесцвечиванием глазного дна и аномально медленной адаптацией к темноте.

## Клинические особенности
Болезнь присутствует вместе с не прогрессирующей куриной слепотой с ранней юности или от рождения, с нормальным дневным зрением, но с частыми утверждениями пациентов об улучшении чувствительности к свету, когда они остаются на некоторое время в затемнённом помещении.
Проверка пациентов показывает нормальные поля зрения, но глазное дно имеет диффузный или очаговый вид, серебристо-серый или золотисто-жёлтый металлический блеск и сосуды сетчатки рельефно выделяются на его фоне.
Длительная адаптация к темноте в течение трёх или более часов, приводит к исчезновению этого необычного цвета и появлению нормального красноватого вида. Это известно как явление Mizuo-Nakamura и, как полагают, обусловлено раздражением палочек.

### Дифференциальный диагноз
Иные условия с аналогичными проявлениями глазного дна включают:
- Дистрофию колбочек сетчатки
- Х-хромосомный пигментный ретинит
- Ювенильную макулярную дистрофию

Эти условия не вызывают явления Mizuo-Nakamura.

### Электроретинографические исследования
Болезнь Огучи порождает уникальные электроретинографические отклики в условиях светлой и тёмной адаптации. A-волна и B-волна на отдельных флэш электроретинограмах (ERG) уменьшаются или отсутствует при светлой адаптации, но возрастают после длительной адаптации к темноте. Есть почти не поддающихся обнаружению палочками В-волны со скотопичностью 0,01 ERG и почти отрицательные со скотопичностью 3,0 ERG.
Исследования тёмной адаптации показали, что высоко поднятые пороги палочек уменьшаются несколько часов спустя, и в конечном итоге приходят к восстановлению нормального или почти нормального уровня.
В, S, и L системы колбочек являются нормальными.

## Причины и генетика
Некоторые мутации были причастны к причине болезни Огучи. Они включают в себя мутации в гене аррестина или в гене родопсинкиназы.
| Тип   | OMIM   | Ген  |
| ----- | ------ | ---- |
| Тип 1 | 258100 | SAG  |
| Тип 2 | 613411 | GRK1 |

Данное состояние чаще встречается у особей японской этнической группы.

## История
Болезнь Огучи была описана Тюта Огути(англ. Chuta Oguchi) (1875—1945), японским офтальмологом в 1907 году. Характерные проявления глазного дна были описаны Мидзуо в 1913 году.